# Lyrognathus robustus
Lyrognathus robustus é uma espécie de aranha pertencente à família Theraphosidae (tarântulas).